# Yann Sundberg
Pour les articles homonymes, voir Sundberg.
Yann Sundberg, né le 12 décembre 1972 à Saint-Malo, est un acteur, scénariste et chanteur français.

## Biographie
Il a été membre de plusieurs groupes rock (chant/guitare). Auteur, compositeur, interprète, il vient au théâtre par la scène rock. Après quelque temps passé à la ligue d'improvisation, il suit les cours de  l'Atelier international de théâtre de Blanche Salant (Actor's Studio) pendant trois ans.
Il commence au théâtre, puis le succès de la pièce Ladies Night (Molière 2001 de la meilleure pièce comique) lui permet de tourner ses premiers films.
Il a été chanteur au sein du groupe rock Decibel Circus en 2010. Le groupe est par ailleurs apparu dans l'épisode « Requiem assassin » de la série RIS Police scientifique, sous le nom « The Smash ».

## Filmographie

### Cinéma
- 2008 : Le Transporteur 3 de Olivier Megaton : Flag
- 2010 : La Ligne droite de Régis Wargnier
- 2012 : Le Capital de Costa-Gavras : Boris Breton
- 2014 : Mea Culpa de Fred Cavayé : Capitaine Bompard
- 2020 : La Daronne de Jean-Paul Salomé : Fredo

### Télévision
- 2001 : H de Abd-el-Kader Aoun : l'homme qui a volé le sac de Clara (saison 3, épisode 17)
- 2003 : Franck Keller de Claude-Michel Rome : Dominique Peraldi (saison 1)
- 2004 : La Société de Pascal Singevin
- 2005 : 2013, la fin du pétrole de Stéphane Meunier
- 2005 : Commissaire Moulin de Yves Rénier : Thierry Terrano (saison 7, épisode 5)
- 2005 : Le Cocon, débuts à l'hôpital de Pascale Dallet : Yann Prigent (saison 1, épisode 5)
- 2005 : Alice Nevers, le juge est une femme de Joyce Buñuel : Jean Sandri (saison 5, épisode 2)
- 2006 : Opération Rainbow Warrior de Charlotte Brandström
- 2006 : Résonnances de Philippe Robert : Yann
- 2007 : Mystère de Didier Albert : François de Lestrade (mini-série)
- 2008 à 2011 : Flics (écrit par Olivier Marchal) de Nicolas Cuche : Constantine (principal saison 1 et 2)
- 2008 : Bébé à bord de Nicolas Herdt : Xavier
- 2009 : Blackout de René Manzor : Nicolas
- 2010 : Profilage de Pascal Lahmani (saison 2, épisode 8)
- 2010 : RIS police scientifique de Jean-Marc Thérin (saison 6, épisode 3)
- 2013 : La Croisière de Pascal Lahmani : Charlie (saison 1)
- 2013 : Deux petites filles en bleu de Jean-Marc Thérin : Lucas
- 2013: Crossing Lines : Lucien (saison 2, épisodes 11 et 12)
- 2014 : Alice Nevers, le juge est une femme d'Éric Le Roux : Sylvain Besse (saison 12, épisode 5)
- 2014 : Meurtres à Guérande d'Éric Duret : Cap. Lucas Fournier
- 2016 : La Stagiaire de Olivier Barma et Christophe Campos : David Grimm (saison 1, épisode 5 : Pas de vagues)
- 2016 à 2020 : Clem d'Emmanuelle Rey Magnan et Pascal Fontanille : Stéphane (saisons 7 à 10)
- 2017 : Rien ne vaut la douceur du foyer de Laurent Jaoui : Nicolas Frémont
- 2017 : On va s'aimer un peu, beaucoup... : Stéphane Albertini
- 2019 : Mongeville d'Edwin Baily : Yannick Pavet (épisode Le Mâle des montagnes)
- 2019 : Alexandra Ehle : Vincent Velasquez (saison 1, épisode 4 : L'hermaphrodite)
- 2020 : En famille : Marc, le voisin de Roxane
- 2021 : Ici tout commence : Hugues Leroy (épisodes 53 à 100)
- 2022 : Cassandre de Jérôme Portheault : Antoine (saison 7, épisode 1 Beauté éternelle et épisode 2 Zone blanche)
- 2023 :  Joséphine, ange gardien : Vincent (saison 21, épisode 4 : S'aimer de toute urgence)
- 2024 : Un Soupçon de Philippe Dajoux : Antoine Garault
- 2024 : Le Chant des sirènes de Jean-Marc Thérin : major Thibaut
- 2024 : Camping Paradis : Antoine (saison 14, épisode 6 : Deux cheffes au Paradis)
- 2025 : Face à face : Richard Simonet (saison 3, épisode 6)

## Doublage

### Cinéma

#### Films
- Dean Winters dans :
  - Ninja Turtles 2 (2016) : un barman
  - Pire Soirée (2017) : l'inspecteur Frazier
- 2015 : Forsaken : M. Harper (David McNally)
- 2016 : Les Insoumis : Connor (Zach Braff)
- 2017 : Line of Fire : Travis Carter (Scott Foxx)
- 2018 : Tomb Raider : Rocket (Keenan Arrison)
- 2018 : Game Night : Colin (Joshua Mikel)
- 2018 : Opération Beyrouth : Cal Riley (Mark Pellegrino)
- 2018 : Mission impossible : Fallout : Nils Debruuk (Kristoffer Joner)
- 2018 : The Predator : Baxley (Thomas Jane)
- 2018 : The Holiday Calendar : Rudolph Sutton (Kevin Hanchard)
- 2018 : Serenity : Lionel (Kenneth Fok)
- 2018 : Boy Erased : le révérend Neil (Jason Davis)
- 2019 : 10 Minutes Gone : Griffin (Kyle Schmid)
- 2021 : Apex : le directeur Warden Nicholls (Adam Huel Potter)
- 2021 : Aftermath : Dave (Jamie Kaler)
- 2022 : Filière criminelle (pl) : voix additionnelles
- 2023 : Gran Turismo : Patrice Capa (Thomas Kretschmann)
- 2023 : Reptile : voix additionnelles
- 2023 : Marchands de douleur : Randy (Nick J. McNeil)
- 2023 : Rustin : voix additionnelles
- 2023 : Godzilla Minus One : voix additionnelles
- 2024 : Drôle de lune de miel : ? (?)
- 2024 : Furiosa : Une saga Mad Max : Immortan Joe (Lachy Hulme)
- 2024 : Speak No Evil : Torsten (Jakob Højlev Jørgensen)
- 2025 : La Duplicité (en) : Shannon (Shannon LaNier)

#### Film d'animation
- 2016 : Tous en scène : Lance
- 2018 : Spider-Man: New Generation : le Spider-Man de 1967

### Télévision

#### Téléfilms
- 2016 : Connexion mortelle : Gavin (Jon Prescott)
- 2017 : Un Noël pour se retrouver : Marty (Joseph Cannata)
- 2018 : Coup de foudre sur les pistes : le maire Cooper (Ben Wilkinson)
- 2020 : Mon locataire presque parfait : l'adjoint Michaels (Aidan Kahn)
- 2021 : Dans la peau de sa fiancée... : Trent Lilley (Don Jeanes)
- 2021 : Escapade entre rivales : Zach (Chris Violette)
- 2021 : Confessions d'une camgirl : Randy (Ash Catherwood)
- 2021 : Les fabuleux miracles de Noël : Tony Romero (Darien Martin)

#### Séries télévisées
- Lochlann Ó Mearáin (en) dans :
  - Genius (2017) : George Nikolai (saison 1, épisode 7)
  - That Dirty Black Bag (en) (2022) : Ralph Willson

- Nathan Parsons dans :
  - The Originals (2017-2018) : Jackson Kenner (2e voix, saisons 4 et 5)
  - Once Upon a Time (2017-2018) : Nick Branson / Jack (8 épisodes)
- Alex Dimitriades dans :
  - Terres de marée (2018) : Paul Murdoch (7 épisodes)
  - The Tourist (depuis 2022) : Kostas Panigris (doublage Prime Video)
- Steven Good dans :
  - Younger (2021) : Rob Davis (7 épisodes)
  - Blacklist (2022) : Sam Rhode (saison 9, épisode 8)
- James Chen dans The Walking Dead : Kal
- Aaron Farb dans The Originals : Zealot
- Colin Glazer dans Suits : Avocats sur mesure : Larry Marsden
- Dean S. Jagger dans Game of Thrones : Smalljon Umber
- Jerry MacKinnon dans Esprits criminels : Unité sans frontières : Will Duncan
- Charlie Semine dans BrainDead : Anthony Onofrio
- Jeff Teravainen dans Designated Survivor : Brad Weston
- Lucas Calhoun dans Billions : Ferguson
- Will Chase dans Stranger Things : Neil Hargrove
- Keith Jardine dans Godless : Dyer Howe
- 2017 : Mr. Mercedes : Ryan Springhill (David A MacDonald) (saison 1)
- 2022 : After Life : Micky (Ricky Grover)
- 2022 : Téhéran : ? (?)
- 2022 : Paper Girls : Dylan Coyle (Cliff Chamberlain)
- 2022 : Billy the Kid : ? (?)
- 2022-2024 : Dr. Bash : Dr Mark Novak (Gord Rand (en)) (23 épisodes)
- 2023 : La Diplomate : Byron (Tim Delap)
- 2023 : Wolf Like Me : le sans-abri (Dan Wyllie (en)) (saison 2, épisodes 5 et 7)
- 2023 : Love and Death : ? (?) (mini-série)
- 2023 : Les Rois de Bombay (en) : ? (?)
- 2023 : Alert : Allen Miles (Yogesh Chotalia) (saison 1, épisode 5)
- 2023 : Poker Face : Jerry Hill (Michael Reagan) (saison 1, épisode 1)
- 2023 : Fellow Travelers : Bobby Kennedy (Ben Sanders) (mini-série)
- 2024 : Double piège : ? (?) (mini-série)
- 2024 : A Killer Paradox (en) : ? (?)
- 2024 : Parasyte: The Grey : ? (?)
- 2024 : Sugar : Stallings (Eric Lange)
- 2024 : Eric : Sebastian (José Pimentão) (mini-série)
- 2024 : Invisible (es) : Manuel (Font García) (mini-série)

#### Séries d'animation
- Les Aventures du Chat potté : le capitaine Alonso
- 2018 : Le Trio venu d'ailleurs : Les Contes d'Arcadia : Val Morando et le lieutenant Scott
- 2020 : Transformers : La Trilogie de la guerre pour Cybertron : Cog
- 2024 : T・P Bon (en) : Gayler

### Jeux vidéo
- 2021 : Final Fantasy XIV: Endwalker : Kokkol Dankkol
- 2023 : Diablo IV : ?
- 2025 : Assassin's Creed Shadows : ?